# Nikita Iosifov
 (août 2025).
Nikita Iosifov (en russe : Никита Иосифов), né le 11 avril 2001 à Mitchourinsk, est un footballeur russe qui évolue au poste d'ailier au Villarreal CF.

## Biographie
Né à Mitchourinsk, Nikita Iosifov a d'abord pratiqué la boxe, sous impulsion paternelle, choisissant toutefois rapidement de se mettre au football dans sa ville natale, prenant part à divers tournois municipaux ou dans la région de Tambov,. Il rejoint ensuite l'académie du Spartak Moscou, puis celle du Lokomotiv en 2018, toujours dans la capitale russe,.

### Carrière en club

#### Lokomotiv Moscou (2018-2021)
Après une saison avec les moins de 19 ans du Lokomotiv, jouant notamment en UEFA Youth League ; puis une deuxième où il intègre également le Kazanka, — qui fait office d'équipe réserve des rouges et verts —, Iosifov fait ses débuts avec l'équipe première du Lokomotiv Moscou le 11 août 2020, remplaçant Dmitri Barinov lors d'une victoire 2-0 en Premier-Liga chez le FC Rubin Kazan.
Il joue ensuite son premier match de Ligue des champions le 9 décembre suivant, entrant en jeu lors du dernier match de poule des moscovites, une défaite 2-0 chez les champions en titre du Bayern Munich,.

#### Villareal (depuis 2021)
Alors que son contrat avec le Lokomotiv arrive à son terme — à la suite de l'échec des prolongations qui ont entrainé une mise à l'écart du joueur après la trêve hivernale,, — Losifov rejoint libre le Villarreal CF en juillet 2021, signant un contrat de cinq ans avec le club espagnol,. Il est alors destiné à alterner entre l'équipe d'Unai Emery en Liga et surtout l'équipe réserve en Primera División RFEF,,.
Titulaire et en vue avec les pros lors des matchs de préparation estivale, notamment contre l'Olympique lyonnais, et l'Olympique de Marseille, Nikita Iosifov s'impose ensuite comme titulaire indiscutable et buteur régulier avec le Villareal B, qui à la mi-saison domine son groupe en troisième division,,,.
Faisant également rapidement plusieurs apparitions sur les feuilles de match en Liga ou en Ligue des champions,,, il fait ses débuts en équipe senior le 30 novembre 2021, lors d'un match de Copa del Rey contre le Victoria CF où il marque le dernier but des siens, dans ce qui aboutit à une large victoire 8-0,. Il fait ensuite ses débuts en championnat le 22 janvier 2022, dans les derniers instants d'une victoire 3-0 à domicile contre le RCD Majorque.

### Carrière en sélection
Nikita Iosifov est international russe en équipes de jeunes, dès les moins de 18 ans. Il marque quatre buts dans la catégorie des moins de 18 ans, notamment un doublé contre l'Iran en juin 2019.
À partir de 2021, il intègre l'équipe de Russie espoirs, dans le cadre des éliminatoires de l'Euro 2023.

## Style de jeu
Ailier offensif, Nikita Iosifov est décrit comme un joueur rapide, avec une bonne vision du jeu, particulièrement habile dans les un contre un, avec ses capacités de dribble et de prise de risque,,.

## Palmarès
| Lokomotiv Moscou - Championnat de Russie (Prima-Liga) - Troisième en 2020-21 |